# Claus von Aderkas
Claus von Aderkas (* 26. Mai 1919 in Libau, Lettische SPR; † 6. März 2007 in Bremen) war ein deutscher Pastor, Direktor der Inneren Mission und Geschäftsführer des Hilfswerks der Evangelischen Kirche sowie des Diakonischen Werkes in Bremen.

## Leben
Von Aderkas entstammte dem deutsch-baltischen Adelsgeschlecht Aderkas. Er wuchs als ältestes von vier Kindern des Ehepaares Albrecht Gehrt und Gertrud, geborene von Mühlendahl auf dem familieneigenen Gut Kürbis (Kirbizi) auf. 1938, nach dem Abitur am Gymnasium in Mitau in Kurland, begann er eine landwirtschaftliche Ausbildung auf einem Gut, ebenfalls in Kurland, bei Graf Koskull. 1939 musste er mit seiner gesamten Familie ins Gebiet Warthegau (heute Polen) umsiedeln, wie dies der Hitler-Stalin-Pakt für fast alle Deutsch-Balten vorsah. Von dort musste die Familie 1945 nach Deutschland fliehen.
Im Jahr 1941 wurde von Aderkas in die Wehrmacht eingezogen und diente in einer Spezialeinheit der Division Brandenburg, unter anderem in Jugoslawien und im Kaukasus. 1943 lernte er seine Ehefrau kennen und heiratete im Januar 1944. In Jugoslawien wurde er 1944 von einer Mine schwer verletzt und er verlor seinen rechten Arm. Er kam 1945 als Leutnant nach Deutschland zurück.
Nach dem Zweiten Weltkrieg begab von Aderkas sich unter anderem nach Berlin, später nach Marburg und Erlangen, um dort Theologie zu studieren. In Marburg war er Mitbegründer der „Corona Dorpatensis“.
Die Baltische Corporation Fraternitas Dorpatensis zu München nahm ihn 1950 in ihre Verbindung auf.
Die erste Pfarrstelle fand er in Bayern. Als Theologiestudent wurde er Mitbegründer des Deutschbaltischen Jugend- und Studentenringes. Seinem Anliegen, den Flüchtlingen und Vertriebenen des Zweiten Weltkrieges seelsorgerlich und diakonisch bei der Bewältigung ihres Schicksals zu helfen, konnte Claus von Aderkas als Anstaltsleiter des „Ludwig-Steil-Hofs“ im westfälischen Espelkamp von 1955 bis 1963 nachkommen. An der dortigen Einrichtung erteilte er außerdem Religionsunterricht. Von 1963 bis zu seiner Pensionierung im Jahr 1984 war er Direktor der Inneren Mission und Geschäftsführer des Diakonischen Werkes in Bremen. Für sein Wirken erhielt er das Bundesverdienstkreuz 1. Klasse.
1963 wurde Claus von Aderkas außerdem in der Nachfolge von Herbert Girgensohn zum Vorsitzenden des Deutsch-Baltischen Kirchlichen Dienstes gewählt, was er bis 1989 blieb. Seine Vorträge und Predigten sind vielen Landsleuten in lebendiger Erinnerung. Enge Kontakte entstanden zu Vertretern der lettischen und estnischen Auslandskirchen. Ende der 1960er Jahre konnten die baltischen Heimatländer durch erste Besuche wieder konkret in den Blick kommen. Der nach seinem Begründer benannte „Girgensohn-Fonds“, später „Girgensohn-Aderkas-Fonds“, erhielt als neuen Schwerpunkt die Hilfe für die Menschen in Lettland. Ab 1971 leitete Claus von Aderkas Gruppenreisen in das Baltikum und konnte trotz vielfältiger Erschwernisse bei den Grenzkontrollen Hilfen für den Lebensbedarf und Bibeln hinüberbringen. Die Öffnung der Grenzen bot neue Möglichkeiten der Hilfe für Kranke, Gefährdete und Arme. Noch bis 2006 verwaltete Claus von Aderkas den „Girgensohn-Aderkas-Fonds“. Sehr viele gedenken seiner in Dankbarkeit. Ein besonderer Dank wurde ihm im Juni 1996 von Vertretern der lettischen Öffentlichkeit, Kirche und des lettischen Präsidenten in der Rigaer Alten St. Gertrud-Kirche mit der Verleihung des lettischen Drei-Sterne-Ordens ausgesprochen. In seiner letzten Predigt, die zum 60. Jubiläum des „Kirchlichen Dienstes“ am 8. April 2006 verlesen wurde, sagt er rückblickend zu unserem Verhältnis zu den Heimatvölkern: „Menschliche Brücken konnten gebaut werden, woraus ein neues Miteinander...“.
In der Familie wuchsen sechs Kinder auf.

## Auszeichnungen
- Eisernes Kreuz I. und II. Klasse
- 1984: Bundesverdienstkreuz 1. Klasse
- 1996: Offizier des Drei-Sterne-Ordens, überreicht vom lettischen Präsidenten aufgrund seines starken Engagements für die lettische Kirche

## Schriften
- als Hrsg.: 300 Jahre lettische Bibelübersetzung durch Ernst Glück und ihr Einfluss auf die lettische Kulturgeschichte. Verlag Nordostdeutsches Kulturwerk / Carl-Schirren-Gesellschaft, Lüneburg 2001.